# گروه شاپورجی پالونجی
گروه شاپورجی پالونجی (انگلیسی: Shapoorji Pallonji Group) شرکت خوشه‌ای هندی است، که در سال ۱۸۶۵ تأسیس شد.